# Dwukadłubowy okręt podwodny

Schemat dwukadłubowego okrętu podwodnego:
1. kadłub sztywny, 2. kadłub lekki.

Dwukadłubowy okręt podwodny – układ architektoniczny okrętu podwodnego, w którym wysokoodporny na działanie ciśnienia hydrostatycznego wody kadłub sztywny (ciśnieniowy) okrętu otoczony jest mającym bezpośredni kontakt z wodą kadłubem lekkim. W układzie tym nieodporny na ciśnienie kadłub lekki jest wspierany na ciśnieniowym kadłubie sztywnym. Z uwagi na wymogi hydrodynamiki, wykonany z lekkich materiałów kadłub lekki nadaje okrętowi opływowy kształt. Z uwagi na brak kontaktu z wodą, wykonany z trudnych do dowolnego kształtowania materiałów kadłub sztywny nie ma hydrodynamicznego kształtu. Układ dwukadłubowy jest współcześnie rzadko stosowany z uwagi na wyższe koszty produkcji.
W układzie dwukadłubowym wewnętrzny kadłub sztywny mieści wszystkie stanowiska załogi oraz jej przestrzeń życiową, urządzenia napędowe oraz zapas torped. Wiele urządzeń, które mogą być wystawione na otaczające ciśnienie hydrostatyczne oraz zbiorniki balastowe mogą zostać umieszczone między kadłubem sztywnym a zewnętrznym kadłubem lekkim. Układ dwukadłubowy zapewnia znaczący zapas pływalności, możliwość aranżacji większej liczby przedziałów wodoszczelnych oraz lepszą ochronę przeciwko użytej przez przeciwnika broni, na wypadek kolizji oraz uszkodzeń spowodowanych przez lód. Zapas pływalności układu dwukadłubowego wynosi 25 do 45 procent, przy 9 do 15 procentach zapasu przy układzie jednokadłubowym. Znacząco zwiększając tym samym przeżywalność okrętu (stopień niezatapialności).
Układ dwukadłubowy znacznie jednak zwiększa wyporność okrętu, a w konsekwencji wymagania wobec mocy niezbędnej do poruszania okrętu. Stosowane w układzie dwukadłubowym otwory zalewowe swobodnego przepływu w kadłubie lekkim zwiększają hałas generowany przez jednostkę. Podwójny kadłub utrudnia też techniczne utrzymanie okrętu, zwiększa początkowe koszty produkcji jednostki, a od urządzeń na zewnątrz kadłuba sztywnego wymaga wytrzymałości na ciśnienie wody morskiej, dorównującej wytrzymałości samego kadłuba ciśnieniowego. Ogranicza też użyteczną przestrzeń wewnątrz okrętu.
Jedynym państwem, które wciąż wykorzystuje okręty dwukadłubowe, jest dziś Rosja. Radzieckie jeszcze dokumenty wskazują, że flota tego kraju zaakceptowała wzrost masy okrętów oraz poziomu hałasu, w zamian za zwiększenie bezpieczeństwa jednostek w trakcie pokoju oraz ich przeżywalności na polu walki.